# Kiskutas
Kiskutas là một thị trấn thuộc hạt Zala, Hungary. Thị trấn này có diện tích 4,69 km², dân số năm 2010 là 178 người, mật độ 38 người/km².